# Tempest (album)
Tempest is het 35ste studioalbum van Amerikaanse singer-songwriter Bob Dylan. Het album werd via Columbia Records op 7 september 2012 uitgebracht. Dylan schreef alle nummers op het album zelf. Alleen het nummer Duquesne whistle schreef hij samen met Robert Hunter. Het album kwam op 15 september 2012 op nummer 1 binnen in de Nederlandse Album Top 100 en op nummer 3 in de Vlaamse Ultratop 200 albumlijst. Het was voor het eerst sinds 1972 dat Bob Dylan op nummer 1 stond in de Nederlandse albumlijst. Zijn "wachttijd" van 40 jaar was een record.

## Opnamen
Het album werd begin 2012 opgenomen in de studio van Jackson Browne in Los Angeles. De oorspronkelijke bedoeling was een religieus album te maken, maar het resultaat werd geheel anders.

## Inhoud
Het is een ruw, intens album dat doortrokken is van een specifiek Amerikaanse traditie van geweld en tragedie, aldus Rolling Stone. Het nummer 'Pay in blood' staat op plaats 93 op de lijst van 100 beste Dylannummers volgens het blad en is gebaseerd op een gitaarriff a la The Rolling Stones ten tijde van Exile on Main St.. In het nummer spuwt Dylan zijn 'wrede gal' uit: 'I'll drink my fill and sleep alone/ I pay in blood but not my own.' De verteller zou een slavenhouder kunnen zijn, maar ook een schietgrage revolverheld of een politicus.

## Tracklist
| 1.                 | Duquesne whistle      | 5:43  |
| 2.                 | Soon after midnight   | 3:27  |
| 3.                 | Narrow way            | 7:28  |
| 4.                 | Long and wasted years | 3:46  |
| 5.                 | Pay in blood          | 5:09  |
| 6.                 | Scarlet town          | 7:17  |
| 7.                 | Early Roman kings     | 5:14  |
| 8.                 | Tin angel             | 9:05  |
| 9.                 | Tempest               | 13:54 |
| 10.                | Roll on John          | 7:25  |
| Totale duur: 68:28 |                       |       |

## Hitnoteringen

### NederlandseAlbum Top 100
| Hitnotering: 15-09-2012 t/m 26-01-2013 | Hitnotering: 15-09-2012 t/m 26-01-2013 | Hitnotering: 15-09-2012 t/m 26-01-2013 | Hitnotering: 15-09-2012 t/m 26-01-2013 | Hitnotering: 15-09-2012 t/m 26-01-2013 | Hitnotering: 15-09-2012 t/m 26-01-2013 | Hitnotering: 15-09-2012 t/m 26-01-2013 | Hitnotering: 15-09-2012 t/m 26-01-2013 | Hitnotering: 15-09-2012 t/m 26-01-2013 | Hitnotering: 15-09-2012 t/m 26-01-2013 | Hitnotering: 15-09-2012 t/m 26-01-2013 | Hitnotering: 15-09-2012 t/m 26-01-2013 |
| Week:                                  | 1                                      | 2                                      | 3                                      | 4                                      | 5                                      | 6                                      | 7                                      | 8                                      | 9                                      | 10                                     | 11                                     |
| -------------------------------------- | -------------------------------------- | -------------------------------------- | -------------------------------------- | -------------------------------------- | -------------------------------------- | -------------------------------------- | -------------------------------------- | -------------------------------------- | -------------------------------------- | -------------------------------------- | -------------------------------------- |
| Positie:                               | 1                                      | 2                                      | 4                                      | 12                                     | 10                                     | 20                                     | 24                                     | 35                                     | 39                                     | 53                                     | 47                                     |
| Week:                                  | 12                                     | 13                                     | 14                                     | 15                                     | 16                                     | 17                                     | 18                                     | 19                                     | 20                                     |                                        |                                        |
| Positie:                               | 51                                     | 50                                     | 72                                     | 69                                     | 77                                     | 68                                     | 57                                     | 87                                     | 99                                     | uit                                    |                                        |

### VlaamseUltratop 200Albums
| Hitnotering (week 1 t/m 21): 15-09-2012 t/m 02-02-2013 Hitnotering (week 22 t/m 23): 23-03-2013 t/m 30-03-2013 Hitnotering (week 24 t/m 26): 23-11-2013 t/m 30-07-1203-2013 Hitnotering (week 27): 11-01-2014 Hitnotering (week 28): 25-01-2014 Hitnotering (week 29): 17-01-2015 | Hitnotering (week 1 t/m 21): 15-09-2012 t/m 02-02-2013 Hitnotering (week 22 t/m 23): 23-03-2013 t/m 30-03-2013 Hitnotering (week 24 t/m 26): 23-11-2013 t/m 30-07-1203-2013 Hitnotering (week 27): 11-01-2014 Hitnotering (week 28): 25-01-2014 Hitnotering (week 29): 17-01-2015 | Hitnotering (week 1 t/m 21): 15-09-2012 t/m 02-02-2013 Hitnotering (week 22 t/m 23): 23-03-2013 t/m 30-03-2013 Hitnotering (week 24 t/m 26): 23-11-2013 t/m 30-07-1203-2013 Hitnotering (week 27): 11-01-2014 Hitnotering (week 28): 25-01-2014 Hitnotering (week 29): 17-01-2015 | Hitnotering (week 1 t/m 21): 15-09-2012 t/m 02-02-2013 Hitnotering (week 22 t/m 23): 23-03-2013 t/m 30-03-2013 Hitnotering (week 24 t/m 26): 23-11-2013 t/m 30-07-1203-2013 Hitnotering (week 27): 11-01-2014 Hitnotering (week 28): 25-01-2014 Hitnotering (week 29): 17-01-2015 | Hitnotering (week 1 t/m 21): 15-09-2012 t/m 02-02-2013 Hitnotering (week 22 t/m 23): 23-03-2013 t/m 30-03-2013 Hitnotering (week 24 t/m 26): 23-11-2013 t/m 30-07-1203-2013 Hitnotering (week 27): 11-01-2014 Hitnotering (week 28): 25-01-2014 Hitnotering (week 29): 17-01-2015 | Hitnotering (week 1 t/m 21): 15-09-2012 t/m 02-02-2013 Hitnotering (week 22 t/m 23): 23-03-2013 t/m 30-03-2013 Hitnotering (week 24 t/m 26): 23-11-2013 t/m 30-07-1203-2013 Hitnotering (week 27): 11-01-2014 Hitnotering (week 28): 25-01-2014 Hitnotering (week 29): 17-01-2015 | Hitnotering (week 1 t/m 21): 15-09-2012 t/m 02-02-2013 Hitnotering (week 22 t/m 23): 23-03-2013 t/m 30-03-2013 Hitnotering (week 24 t/m 26): 23-11-2013 t/m 30-07-1203-2013 Hitnotering (week 27): 11-01-2014 Hitnotering (week 28): 25-01-2014 Hitnotering (week 29): 17-01-2015 | Hitnotering (week 1 t/m 21): 15-09-2012 t/m 02-02-2013 Hitnotering (week 22 t/m 23): 23-03-2013 t/m 30-03-2013 Hitnotering (week 24 t/m 26): 23-11-2013 t/m 30-07-1203-2013 Hitnotering (week 27): 11-01-2014 Hitnotering (week 28): 25-01-2014 Hitnotering (week 29): 17-01-2015 | Hitnotering (week 1 t/m 21): 15-09-2012 t/m 02-02-2013 Hitnotering (week 22 t/m 23): 23-03-2013 t/m 30-03-2013 Hitnotering (week 24 t/m 26): 23-11-2013 t/m 30-07-1203-2013 Hitnotering (week 27): 11-01-2014 Hitnotering (week 28): 25-01-2014 Hitnotering (week 29): 17-01-2015 | Hitnotering (week 1 t/m 21): 15-09-2012 t/m 02-02-2013 Hitnotering (week 22 t/m 23): 23-03-2013 t/m 30-03-2013 Hitnotering (week 24 t/m 26): 23-11-2013 t/m 30-07-1203-2013 Hitnotering (week 27): 11-01-2014 Hitnotering (week 28): 25-01-2014 Hitnotering (week 29): 17-01-2015 | Hitnotering (week 1 t/m 21): 15-09-2012 t/m 02-02-2013 Hitnotering (week 22 t/m 23): 23-03-2013 t/m 30-03-2013 Hitnotering (week 24 t/m 26): 23-11-2013 t/m 30-07-1203-2013 Hitnotering (week 27): 11-01-2014 Hitnotering (week 28): 25-01-2014 Hitnotering (week 29): 17-01-2015 | Hitnotering (week 1 t/m 21): 15-09-2012 t/m 02-02-2013 Hitnotering (week 22 t/m 23): 23-03-2013 t/m 30-03-2013 Hitnotering (week 24 t/m 26): 23-11-2013 t/m 30-07-1203-2013 Hitnotering (week 27): 11-01-2014 Hitnotering (week 28): 25-01-2014 Hitnotering (week 29): 17-01-2015 | Hitnotering (week 1 t/m 21): 15-09-2012 t/m 02-02-2013 Hitnotering (week 22 t/m 23): 23-03-2013 t/m 30-03-2013 Hitnotering (week 24 t/m 26): 23-11-2013 t/m 30-07-1203-2013 Hitnotering (week 27): 11-01-2014 Hitnotering (week 28): 25-01-2014 Hitnotering (week 29): 17-01-2015 |
| Week: | 1 | 2 | 3 | 4 | 5 | 6 | 7 | 8 | 9 | 10 | 11 | 12 |
| --- | --- | --- | --- | --- | --- | --- | --- | --- | --- | --- | --- | --- |
| Positie: | 3 | 2 | 7 | 7 | 15 | 14 | 18 | 24 | 34 | 47 | 70 | 87 |
| Week: | 13 | 14 | 15 | 16 | 17 | 18 | 19 | 20 | 21 | | 22 | 23 |
| Positie: | 85 | 93 | 85 | 95 | 99 | 102 | 95 | 147 | 104 | uit | 190 | 174 |
| Week: | | 24 | 25 | 26 | | 27 | | 28 | | 29 | | |
| Positie: | uit | 102 | 187 | 152 | uit | 198 | uit | 181 | uit | 162 | uit | |